# Trigonella stellata
Trigonella stellata är en ärtväxtart som beskrevs av Peter Forsskål. Trigonella stellata ingår i släktet trigonellor, och familjen ärtväxter. Inga underarter finns listade i Catalogue of Life.